# 남두육성

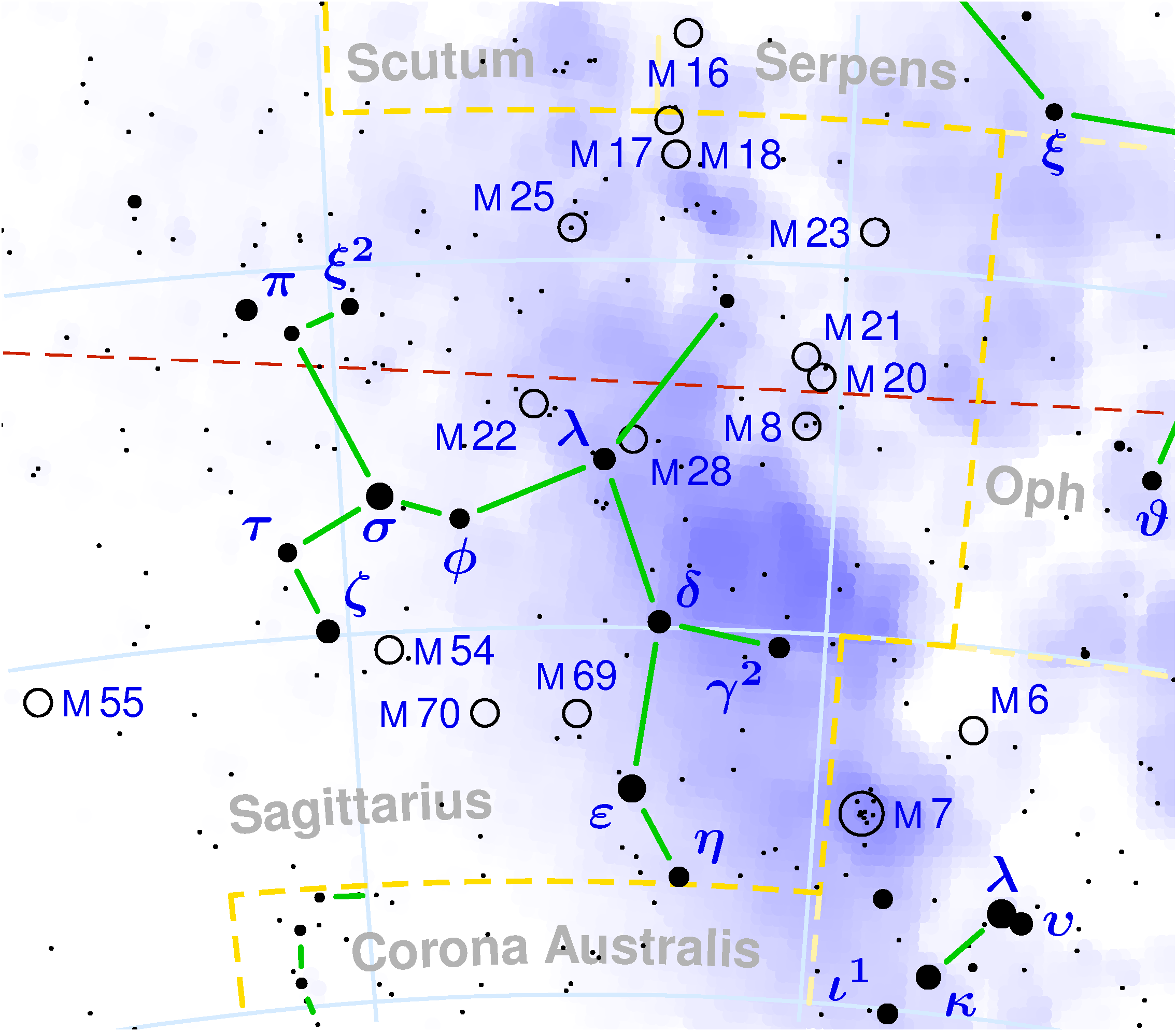
남두육성이 있는 궁수자리

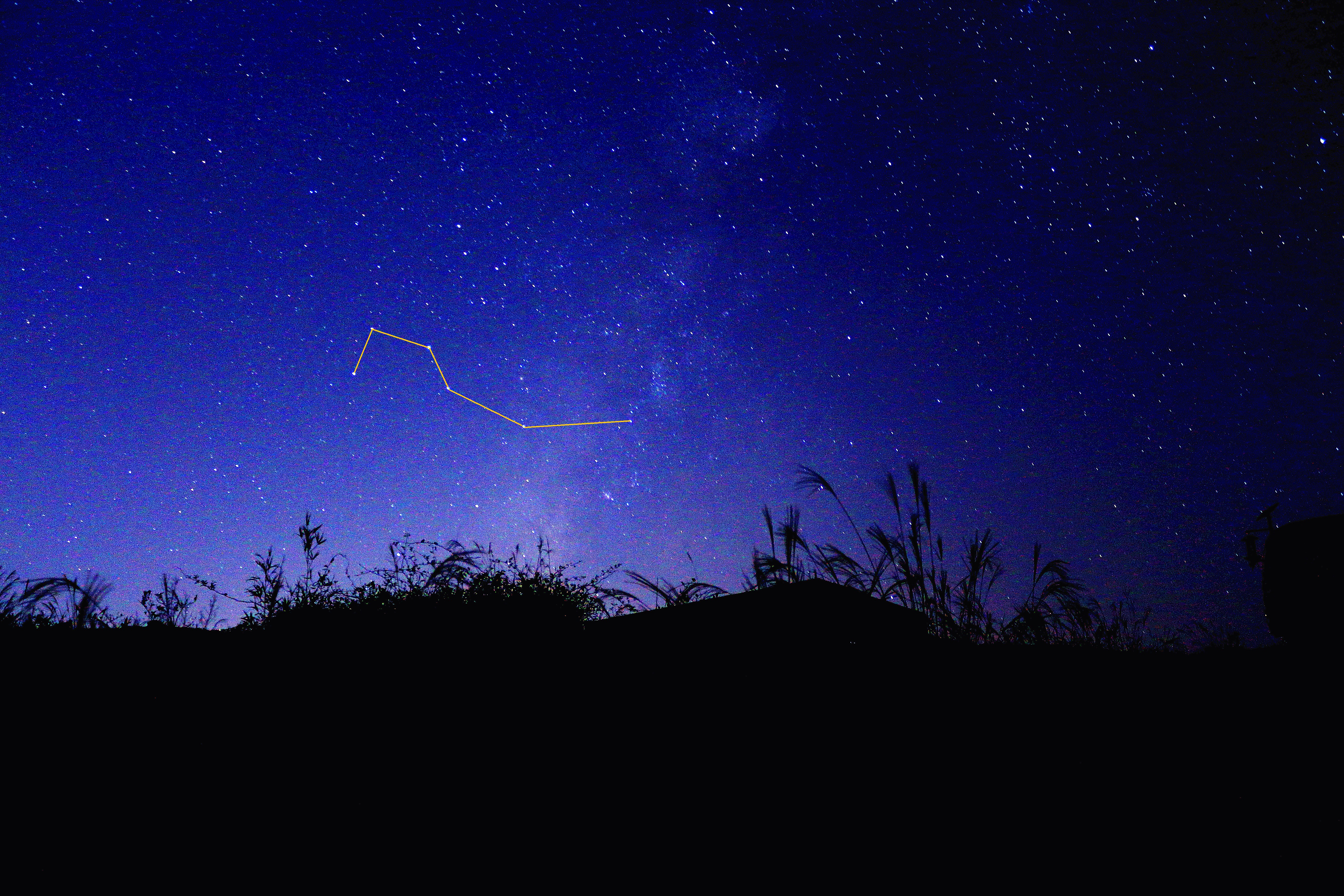
남두육성. 2013년 10월 26일 중국 샤먼시 퉁안구에서 촬영

남두육성(南斗六星)은 궁수자리의 상반신과 활의 일부를 이루는 여섯 개의 밝은 별로 구성된 성군이다. 그 위치와 모양으로 북두칠성에 대응하여 이 이름이 붙여졌다. 여기서 남북은 천구 상의 방향을 의미하며, 지평선에서 보이는 방위는 아니다. 중국의 이십팔수 중 하나인 두수의 별칭으로 쓰이기도 한다.
영어권에서도 북두칠성을 빅 디퍼(Big Dipper)로 불리는 것처럼, 이 여섯 개의 별도 국자 모양으로 보이며, 그 형태로 인해 "밀크 디퍼"(Milk Dipper)라고 불린다. 또한, 인접한 γ, δ, ε, η 네 개의 별과 함께 주전자(Teapot)라고도 불리기도 한다.

## 구성하는 별
다음은 남두육성을 구성하는 별이다.
- ζ: 두수 육(斗宿六, 천부), Ascella, 겉보기 등급 2.61
- τ: 두수 오(斗宿五, 천량), Namalsadirah, 겉보기 등급 3.11
- σ: 두수 사(斗宿四, 천기), Nunki, 겉보기 등급 2.07
- φ: 두수 일(斗宿一, 천동), Prima τού al Sadirah, 겉보기 등급 3.14
- λ: 두수 이(斗宿二, 천상), Kaus Borealis, 겉보기 등급 2.81
- μ: 두수 삼(斗宿三, 칠살), Polis, 겉보기 등급 3.84

## 도교
도교 사상에서는 북두칠성과 남두육성이 각각 죽음과 생명을 관장하는 존재로 신격화되어 있다. 북두(북두성군)는 흰 옷을 입은 못생긴 노인의 모습으로 그려지고, 남두(남두성군)는 붉은 옷을 입은, 북두와 같이 못생긴 노인의 모습이나, 반대로 젊고 아름다운 남성의 모습으로 묘사되기도 한다.